# Papillaria wagneri
Papillaria wagneri là một loài Rêu trong họ Meteoriaceae. Loài này được Lorentz mô tả khoa học đầu tiên năm 1864.